# O'Fallon, Illinois
O'Fallon là một thành phố thuộc quận St. Clair, tiểu bang Illinois, Hoa Kỳ. Năm 2010, dân số của thành phố này là 28281 người. có hơn diện tích là 3 km2 ở bắc chicago / www Illinois. Gov cực ở hoa kỳ sản xuất 2009

## Dân số
Dân số qua các năm:
- Năm 2000: 21910 người.
- Năm 2010: 28281 người.